# 센카쿠두더지
센카쿠두더지 또는 댜오위다오두더지(Mogera uchidai)는 두더지과에 속하는 포유류의 일종이다. 센카쿠 제도 또는 댜오위다오의 우오쓰리섬 또는 댜오위섬의 토착종이다.